# Episcia
Genre
Classification phylogénétique
Episcia (les Épiscias en français) est un genre de plantes à fleurs de la famille des Gesneriaceae dont les espèces sont originaires d'Amérique.

## Distribution
Les espèces sont trouvées en Amérique centrale et dans le nord de l'Amérique du Sud.

## Liste d'espèces
Le genre compte environ 8 espèces :    
- Episcia cupreata (Hook.) Hanst. (Synonyme : Achimenes cupreata Hook.)
- Episcia lilacina Hanst.
- Episcia lynchei (Hook. f.) R. Knuth  (Synonyme Nautilocalyx lynchei Hook.)
- Episcia punctata (Lindl.) Hanst. (Synonyme : Alsobia punctata (Lindl.) Hanst. et Drymonia punctata Lindl.)
- Episcia reptans Mart.
- Episcia rosea M. Martens & Galeotti (Synonyme : Tetranema roseum (M. Martens & Galeotti) Standl. & Steyerm.)

## Cultures
Les Épiscias et leurs nombreux hybrides sont cultivés à des fins ornementales (Zones 10 -12).